# Naturkatastrofe
En naturkatastrofe er en katastrofe, som forårsages af noget naturligt og ikke af mennesker. Naturkatastrofer dræber hvert år mange mennesker og er principielt umulige at standse. Af de mest kendte naturkatastrofer kan nævnes jordskælv, orkaner, tornadoer, flodbølger, oversvømmelser og vulkanudbrud. Naturkatastrofer kan ramme hele verden, men nogle steder er mere udsatte end andre. Eksempelvis forekommer vulkaner ofte ved grænserne til de tektoniske plader. Nogle naturkatastrofer kommer igen hvert år, for eksempel monsuner. Danmark betragtes som et land uden for farezonen. Her forekommer kun diminutive jordskælv og skypumper. Orkaner forekommer dog i Danmark, og de bærer ofte oversvømmelser med sig.
Tørke og hede kan også betragtes som naturkatastrofer. Konsekvenserne af disse kan være dårlig høst (og dermed hungersnød), dødelige sygdomme og skovbrande. Ekstremt kolde vintre kan forårsage sygdomme og isglatte veje, som vanskeliggør import og eksport af varer. Mindre skadelige fænomener som lyn kan også betragtes som naturkatastrofer. De anretter sjældent mere skade end at slå ned i lynafledere eller måske dræbe nogle få personer. De kan imidlertid også igangsætte skovbrande.
Naturkatastroferne opdeles ofte i kategorier. Kategorien geologiske naturkatastrofer omfatter katastrofer, som tager deres begyndelse ved eller under jordoverfladen. Heraf kan nævnes vulkanudbrud, jordskælv og laviner. Hydrologiske naturkatastrofer er katastrofer, som omhandler fænomener med vand, det vil sige blandt andet oversvømmelser, flodbølger og malstrømme. Endelig er der de klimatiske naturkatastrofer som omfatter mange og ofte vidt forskellige fænomener. Det kan både have noget med vejret at gøre, eksempelvis haglstorme, snestorme og hedebølger, men kan også omhandle fænomener med vind, altså eksempelvis tornadoer og orkaner. Brande går ind under en kategori for sig. En kategori omhandler epidemier og sygdomme, og en sidste kategori omhandler naturkatastrofer, som forekommer eller tager deres begyndelse i rummet. Under denne kategori anbringes blandt andet meteornedslag.
Jordskælvet i Det Indiske Ocean 2004 er blandt de mest omfattende nogensinde.